# Zdenka Štimac
Zdenka Štimac (ur. 1963) – słoweńsko–francuska tłumaczka. Właścicielka wydawnictwa Editions Franco-Slovènes & Cie.

## Życiorys
Urodziła się we Francji, ale jej rodzice byli Słoweńcami. Mieszkali w Melun. Studiowała w Institut national des langues et civilisations orientales. Pracę rozpoczęła jako tłumacz słoweńskiej prozy, poezji i dramatu na język francuski. Tłumaczyła utwory takich pisarzy jak: France Bevk, Alojz Rebula, Brina Svit, Dane Zajc czy Drago Jančar w ramach współpracy z wydawnictwami Cerf i Gallimard. W 2012 roku założyła w Montreuil własną firmę Editions Franco-Slovènes & Cie w której opublikowała kilka swoich przekładów pisarzy takich jak: Tomaža Šalamuna, Marko Sosiča i  Fran Levstik. W 2018 roku razem z  Centre de création pour l’enfance de Tinqueux jej wydawnictwo zaczęło wydawać serię Poezija jeunesse. Pierwszy tytuł Un tournesol sur l’épaule to zbiór trzydziestu trzech wierszy Srečka Kosovela w tłumaczeniu Zdenki Štimac, który został zilustrowany pracami dzieci wykonanymi podczas warsztatów prowadzonych przez Caroline Valette. Oprócz francuskiego i słoweńskiego płynnie mówi po rosyjsku. 